# Mošovce
Mošovce é um município da Eslováquia, situado no distrito de Turčianske Teplice, na região de Žilina. Tem 58,09 km² de área e sua população em 2018 foi estimada em 1.340 habitantes.

## História
Diversos monumentos bem preservados e a existência de registos que remontam há mais de 770 anos atestam a rica história deste povoado antigo. A primeira mencão que se encontra em elementos escritos à aldeia de Mošovce consta de um documento do rei André II.
Mošovce originalmente consistia em dois povoados (colónias): o primeiro, Machyuch, situoava-se no lugar de Starý rad a vila actual, e o segundo, Terra Moys, que deu a Mošovce o seu nome de hoje, estava situado no lugar de Vidrmoch. Por causa do segundo nome, significando Terra do Moysey, presume-se que a vila nos tempos passados tenha pertencido a um tal Moysey – este nome pode ser uma alcunha do antigo nome eslavo Mojtech parecido com nomes como Vojtech ou Mojmír. Historicamente, o nome da aldeia teve muitas variações, de Mossovych, Mosocz, Mossowecz, villa regia Mayos alio nomine Mossovych, oppidioum Mayus sue Mosocz, Mosocz olim Mayus, até ao nome actual – Mošovce. Há uma parte especialmente antiga do povoado que também pertence a Mošovce, o antigo loteamento Chornukov, cujo nome se preservou e resultou em Čerňakov na forma moderna.
A aldeia inicialmente desenvolveu-se como um feudo régio com carta de foral e como espaço franco, mas mais tarde – no século XIV, passou a cidade subordinada ao suserano de Blatnica, mas com privilégios régios. No ano de 1527 caiu nas mãos da família Revay, que suprimiram os privilégios da cidade durante quase 400 anos.
No passado era Mošovce um centro de artesanato muito importante. Chegou a haver mais de 15 associações profissionais, das quais a mais importante era a dos sapateiros e a mais célebre dos curtumes. Mošovce hoje é characterizada por ser uma signicativa região de recreio com muitas atracções turísticas.

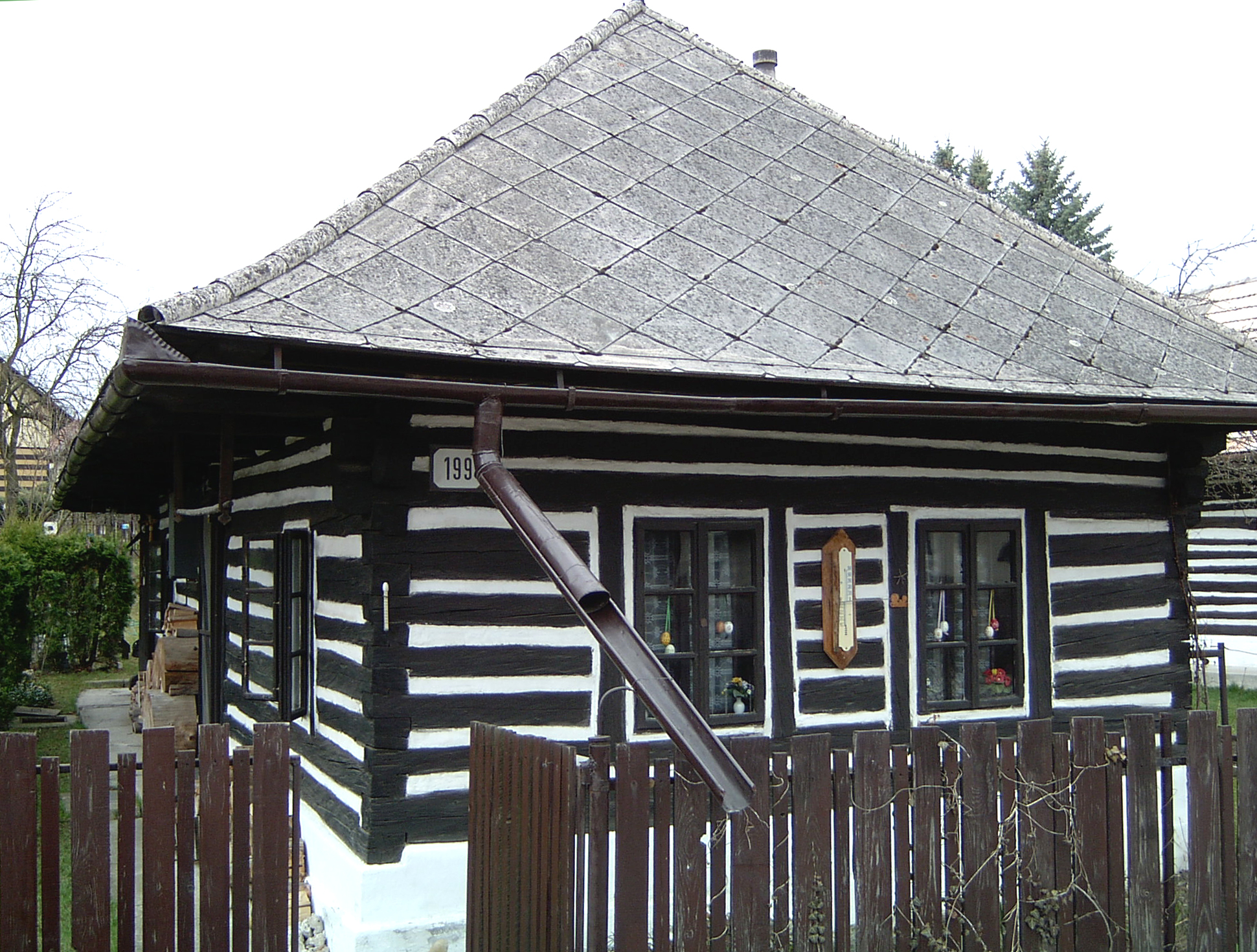
Arquitectura original das casas do Mošovce

## Monumentos históricos
Um dos monumentos dignos de nota é um palacete no estilo rococó-clássico da segunda metade do século XVIII com uma grande área de jardim inglês. Outros monumetos interessantos são: a casa onde nasceu Ján Kollár, uma igreja neogótica católica - construída no lugar de um outro templo mais antigo - com um altar preciosíssimo; uma igreja evangélica do ano de 1784 onde se encontra o museu do artesanato, uma estufa em estilo Art nouveau e um pavilhão do ano de 1800.

## Natureza
Mosovce tem um meio ambiente extraordinário. Um complexo histórico de alamedas e bosques constrói um mosaico encantador e encontra-se na continuação da serra chamada Veľká Fatra. Estas montanhas pertencem ao grupo dos lugares mais atractivos mais visitados pelos turistas na Eslováquia. Os montes calcários e dolomíticos com a sua morfologia fantástica, a indescritível beleza do vale de Gader (Gaderská dolina) e o vale de Blatnica (Blatnická dolina) atraem muitos admiradores das belezas naturais, vindos dos mais diversos lugares.

## Demografia
| Ano:        | 1994 | 2004   | 2014   | 2024   |
| ----------- | ---- | ------ | ------ | ------ |
| Broj ljudi: | 1340 | 1359   | 1328   | 1342   |
| Razlika:    |      | +1,41% | -2,28% | +1,05% |

| Ano:               | 2023 | 2024   |
| ------------------ | ---- | ------ |
| Número de pessoas: | 1351 | 1342   |
| Diferença:         |      | -0,66% |

## A cultura espiritual e as tradições da localidade
Em Mošovce nasceram várias personalidades importantes para a nação eslovaca. Os mais conhecidos são o compositor Frico Kafenda (1883-1963), a escritora Anna Lacková-Zora (1899-1988), o critico literário, historiador e poeta Štefan Krčméry (1892-1955), o dramaturgo barroco Júr Tesák Mošovský (1547–1617), o fundador do corpo de bombeiros voluntarios na Eslováquia Miloslav Schmidt (1881–1934), ou um futebolista profissional e treinador Alexander Horváth (1938-2022).
Um dos vultos mais importantes da história de Mošovce foi o grande poeta Eslavo, filósofo e pregador evangélico Ján Kollár (1793-1852) que influenciou com a sua composição literária Slávy dcera (traducao: Filha da glória) pelo menos duas nações que ocupavam aquele espaço. Esta obra constituíu a base e o razão do patriotismo dos activistas nacionais desses tempos. Foi traduzido para várias línguas eslavas e também não-eslavas, tendo o seu criador ficado famoso para sempre.

## Galeria

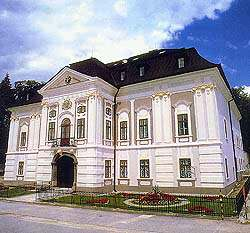
Palacete no estilo rococó-clássico em Mošovce
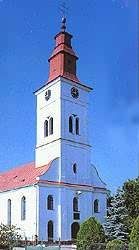
Igreja luterana em Mošovce
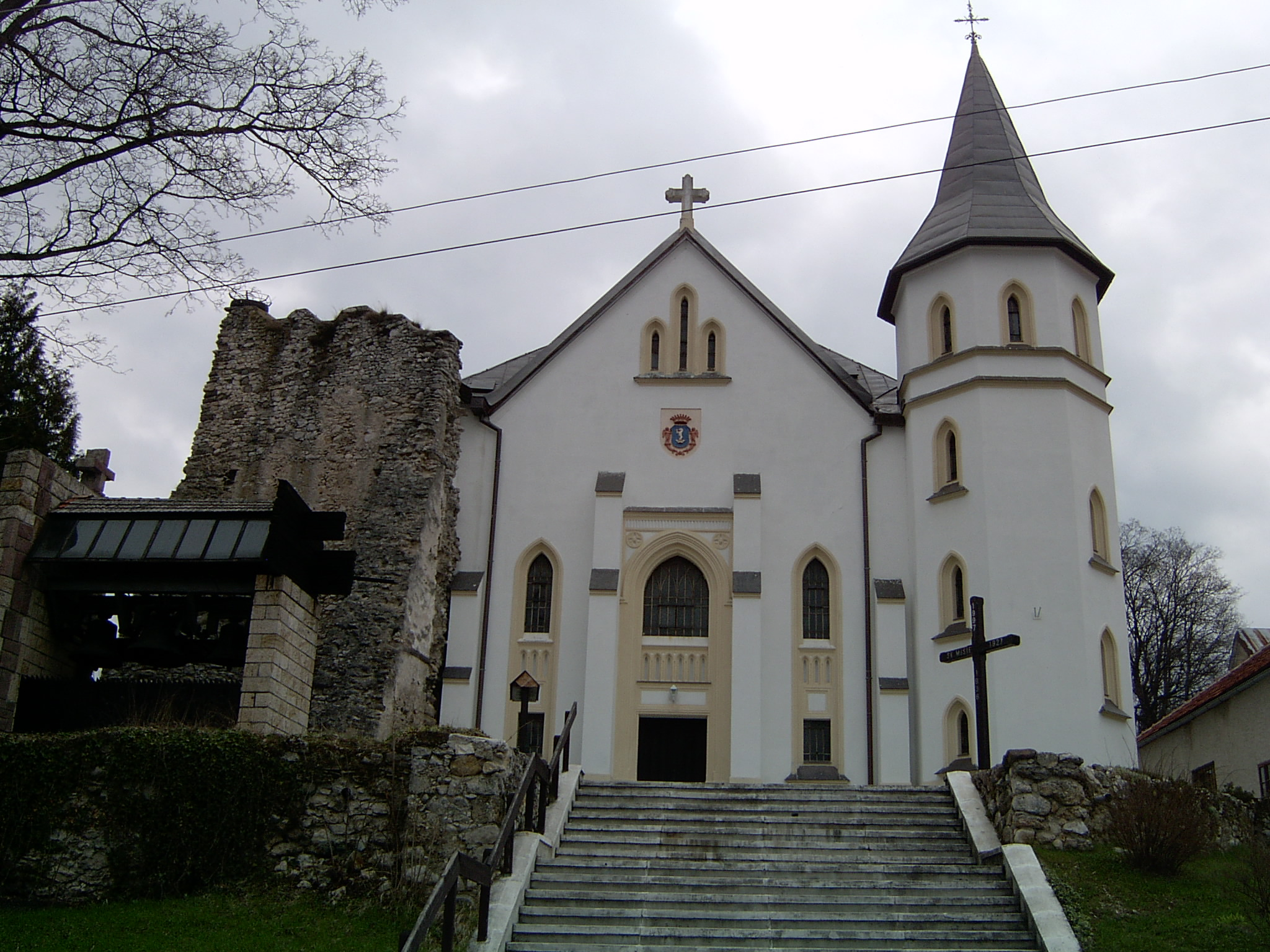
Igreja católica em Mošovce
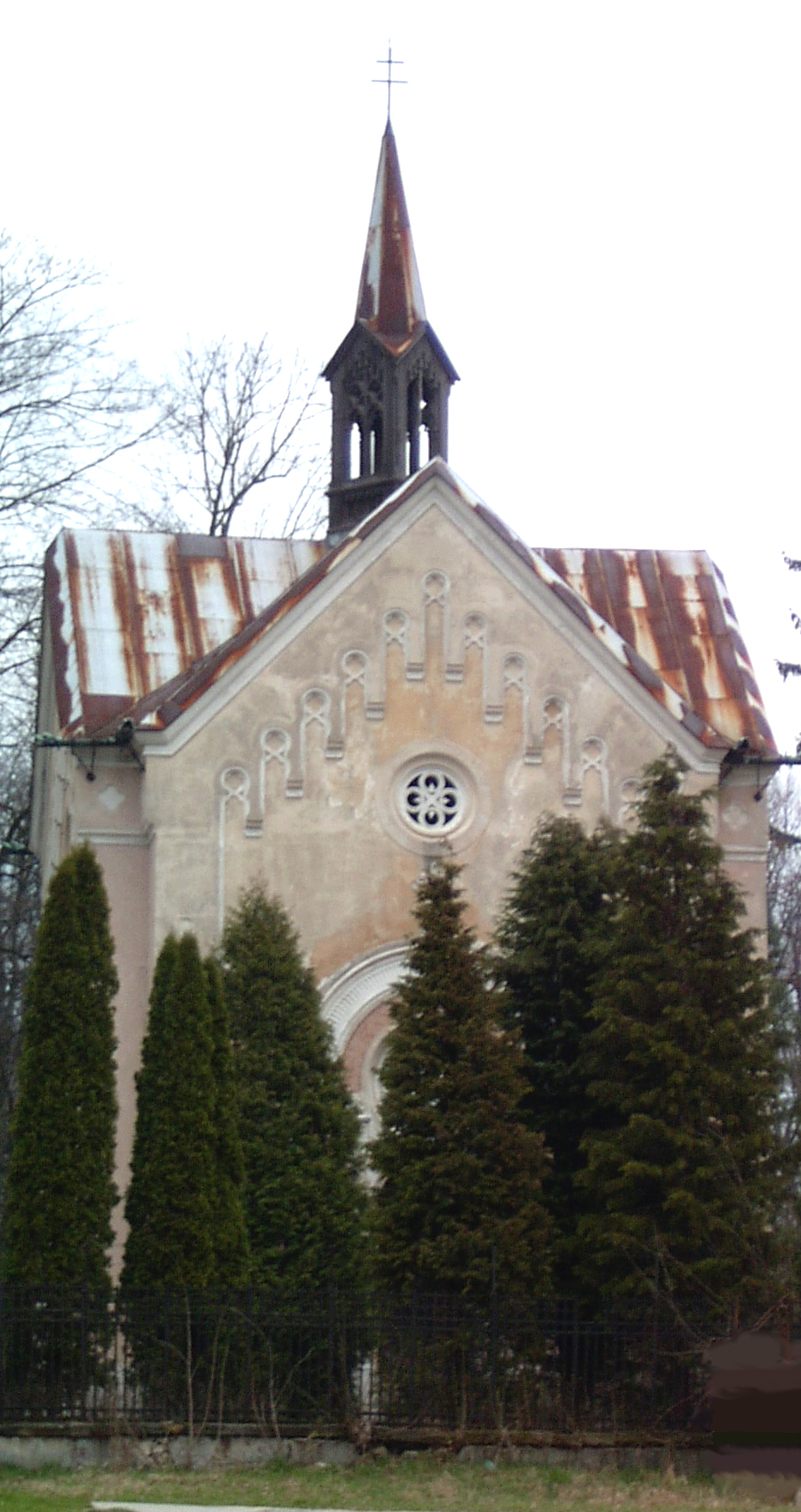
Capela neo-gótica, estufa, e hoje museu em Mošovce
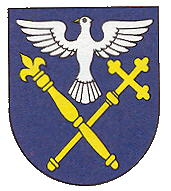
Brasão do Mošovce
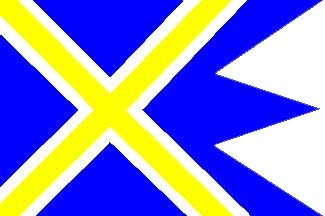
Bandeira do Mošovce
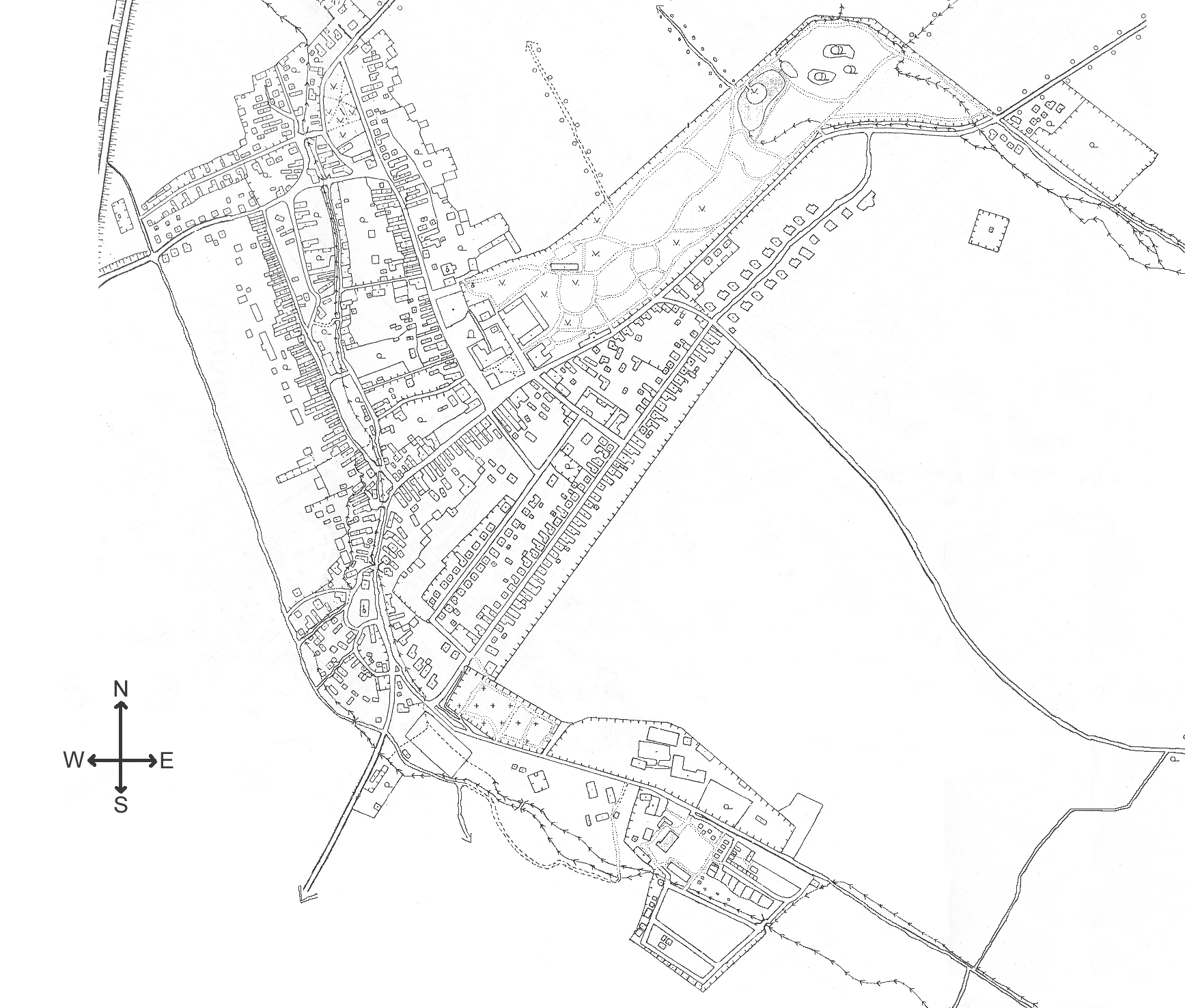
Mošovce